# Christina Falkengård

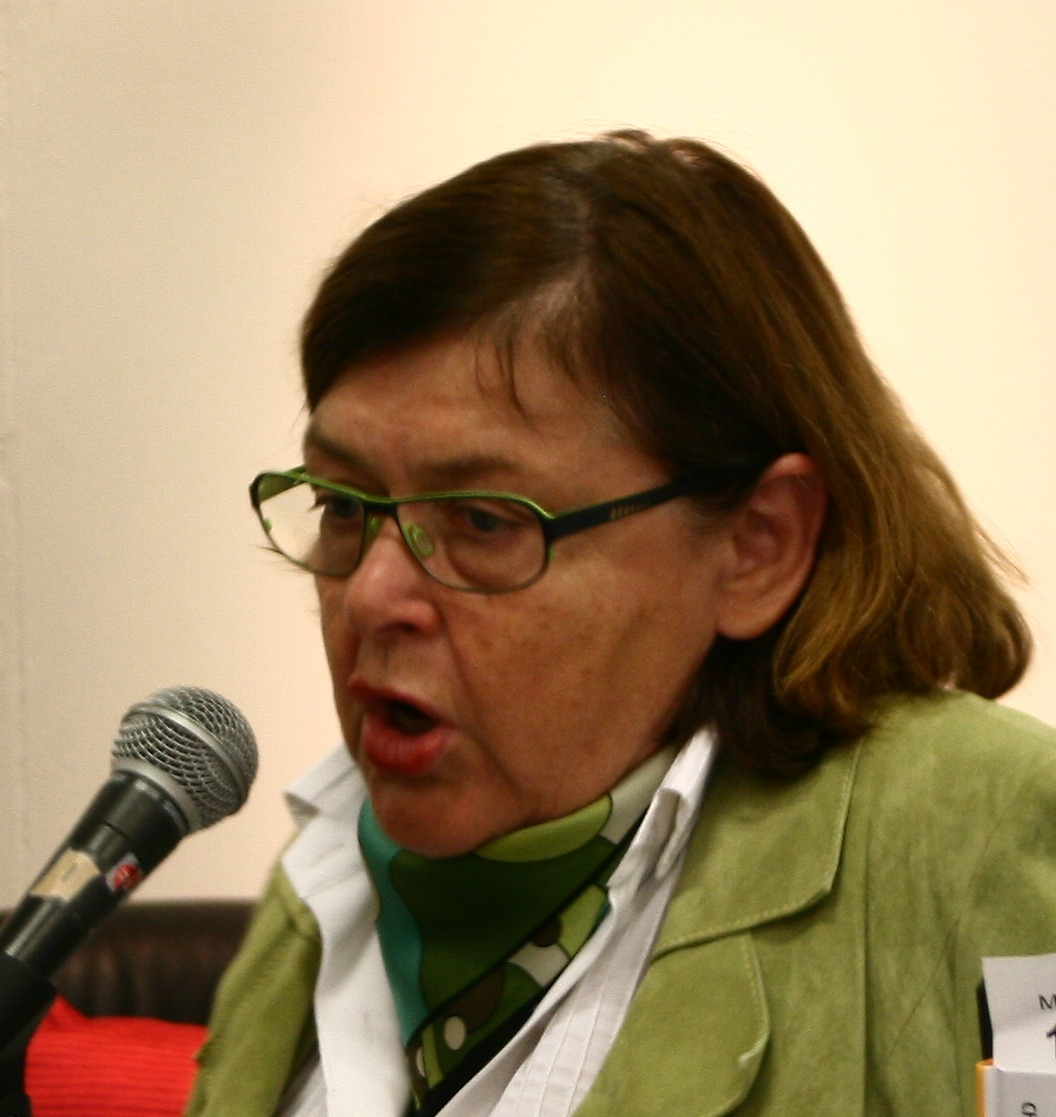
Christina Falkengård

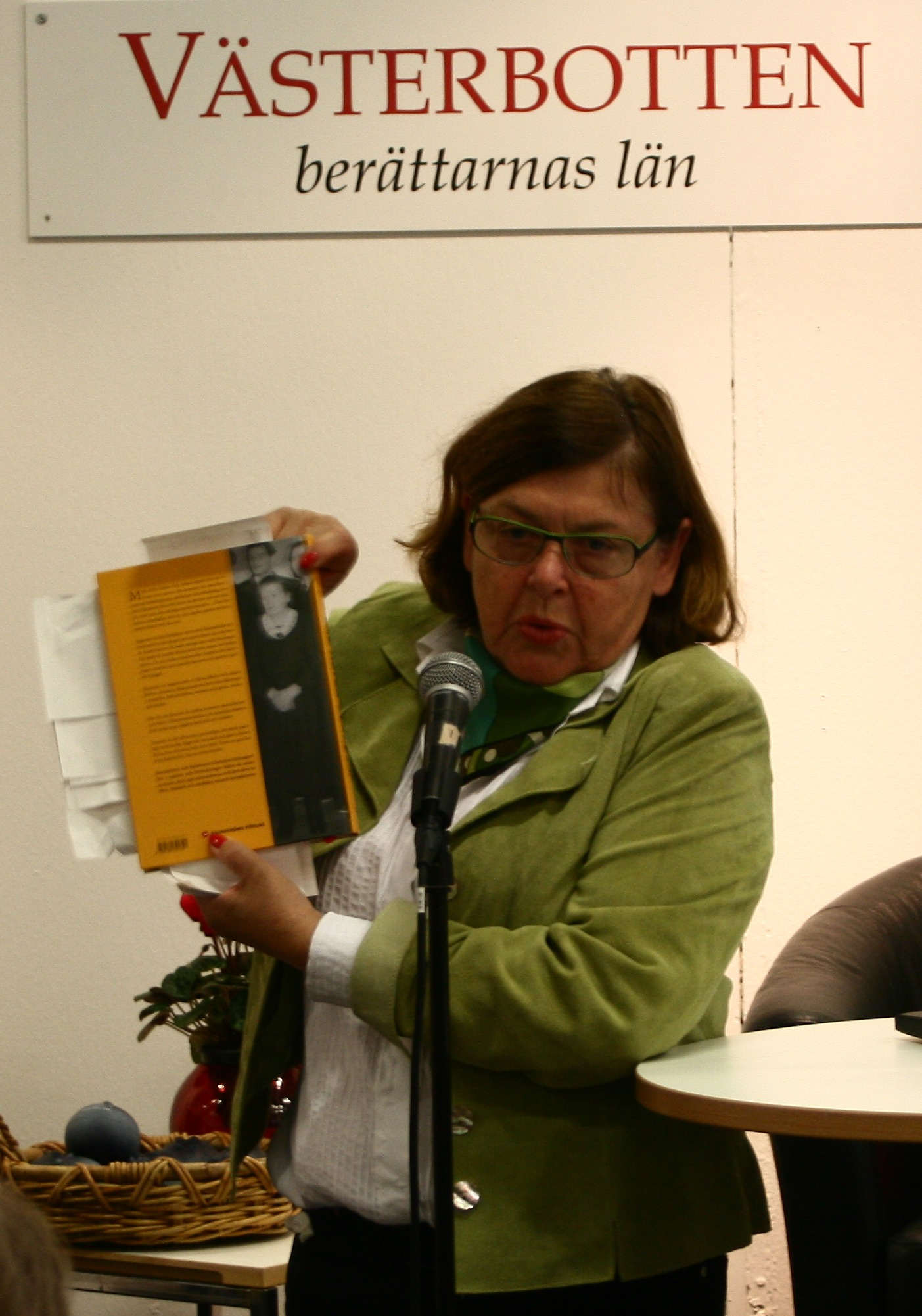
Christina Falkengård, 2010.

Monica Christina Bäckman Falkengård, född 25 december 1942 i Östersund i Jämtland, är en svensk författare och journalist.
Hon fick Stora journalistpriset 1984. Hon var värd för radioprogrammet Sommar i Sveriges Radio P1 den 20 juli 1990. Hon har även tilldelats Norrlands stora journalistpris och blivit utsedd till årets Vildman i Storuman 1989.